# Armadillidium marmorivagum
Armadillidium marmorivagum là một loài chân đều trong họ Armadillidiidae. Loài này được Verhoeff miêu tả khoa học năm 1934.